# Kanton Avord
Der Kanton Avord ist ein französischer Wahlkreis im Département Cher und in der Region Centre-Val de Loire. Er umfasst 33 Gemeinden im Arrondissement Bourges. Bei der landesweiten Neuordnung der französischen Kantone wurde er 2015 neu geschaffen.

## Gemeinden
Der Kanton besteht aus 33 Gemeinden mit insgesamt 18.497 Einwohnern (Stand: 2022) auf einer Gesamtfläche von 745,54 km2:
| Gemeinde                | Einwohner 1. Januar 2022 | Fläche km² | Dichte Einw./km² | Code INSEE | Postleitzahl |
| ----------------------- | ------------------------ | ---------- | ---------------- | ---------- | ------------ |
| Argenvières             | 439                      | 14,72      | 30               | 18012      | 18140        |
| Avord                   | 2.908                    | 27,98      | 104              | 18018      | 18520        |
| Baugy                   | 1.610                    | 47,78      | 34               | 18023      | 18800        |
| Beffes                  | 598                      | 11,83      | 51               | 18025      | 18320        |
| Bengy-sur-Craon         | 636                      | 35,24      | 18               | 18027      | 18520        |
| Charentonnay            | 287                      | 21,85      | 13               | 18053      | 18140        |
| Chassy                  | 234                      | 17,76      | 13               | 18056      | 18800        |
| Chaumoux-Marcilly       | 84                       | 16,72      | 5                | 18061      | 18140        |
| Couy                    | 376                      | 18,36      | 20               | 18077      | 18140        |
| Crosses                 | 385                      | 26,49      | 15               | 18081      | 18340        |
| Étréchy                 | 410                      | 31,88      | 13               | 18090      | 18800        |
| Farges-en-Septaine      | 1.014                    | 24,48      | 41               | 18092      | 18800        |
| Garigny                 | 220                      | 19,66      | 11               | 18099      | 18140        |
| Groises                 | 131                      | 17,63      | 7                | 18104      | 18140        |
| Gron                    | 469                      | 26,22      | 18               | 18105      | 18800        |
| Herry                   | 959                      | 49,87      | 19               | 18110      | 18140        |
| Jussy-Champagne         | 206                      | 27,30      | 8                | 18119      | 18130        |
| Jussy-le-Chaudrier      | 578                      | 25,73      | 22               | 18120      | 18140        |
| La Chapelle-Montlinard  | 490                      | 17,14      | 29               | 18049      | 18140        |
| Lugny-Champagne         | 140                      | 29,54      | 5                | 18132      | 18140        |
| Marseilles-lès-Aubigny  | 647                      | 9,88       | 65               | 18139      | 18320        |
| Moulins-sur-Yèvre       | 851                      | 15,33      | 56               | 18158      | 18390        |
| Nohant-en-Goût          | 551                      | 24,79      | 22               | 18166      | 18390        |
| Osmoy                   | 271                      | 22,63      | 12               | 18174      | 18390        |
| Précy                   | 354                      | 14,45      | 24               | 18184      | 18140        |
| Saint-Léger-le-Petit    | 354                      | 10,05      | 35               | 18220      | 18140        |
| Saint-Martin-des-Champs | 303                      | 18,96      | 16               | 18224      | 18140        |
| Sancergues              | 626                      | 15,53      | 40               | 18240      | 18140        |
| Savigny-en-Septaine     | 710                      | 22,58      | 31               | 18247      | 18390        |
| Sévry                   | 62                       | 9,04       | 7                | 18251      | 18140        |
| Villabon                | 563                      | 18,28      | 31               | 18282      | 18800        |
| Villequiers             | 445                      | 29,49      | 15               | 18286      | 18800        |
| Vornay                  | 586                      | 26,35      | 22               | 18289      | 18130        |
| Kanton Avord            | 18.497                   | 745,54     | 25               | 1802       | –            |

## Veränderungen im Gemeindebestand seit der landesweiten Neuordnung der Kantone
2019: Fusion Baugy, Laverdines und Saligny-le-Vif  → Baugy

## Politik
| Vertreter im Departementrat | Vertreter im Departementrat     | Vertreter im Departementrat |
| Amtszeit                    | Namen                           | Partei                      |
| --------------------------- | ------------------------------- | --------------------------- |
| 2015–                       | Christine Chapeau Pascal Mereau | PS                          |